# Lý Nạp
Lý Nạp (chữ Hán: 李納, 758 - 13 tháng 6 năm 792, tước hiệu Lũng Tây vương (隴西王), người gốc Cao Ly, là Tiết độ sứ Tri Thanh hay Bình Lư dưới thời nhà Đường trong lịch sử Trung Quốc. Sau khi phụ thân Lý Chánh Kỉ qua đời (781), ông tự xưng tiết độ sứ, liên kết với ba trấn Hà Bắc là Ngụy Bác, Thành Đức, Lư Long kháng lệnh triều đình, cùng nhau xưng vương hiệu (Tề vương), sử gọi đó là loạn tứ trấn. Đến năm 784 thì ông đầu hàng nhà Đường do chiếu thư xá tội của hoàng đế Đức Tông. Lý Nạp qua đời vào năm 792, ngôi Tiết độ sứ truyền cho con là Lý Sư Cổ.

## Phù tá Lý Chánh Kỉ
Lý Nạp chào đời vào năm 758 dưới thời vua Túc Tông nhà Đường. Phụ thân của ông là Lý Hoài Ngọc, về sau đổi tên là Lý Chánh Kỉ, vốn xuất thân từ Cao Câu Ly, về sau phục vụ dưới quyền tiết độ sứ Bình Lư Vương Huyền Chí và sau đó là Hầu Hi Dật. Do Hầu Hi Dật bị các tướng dưới quyền bất mãn và trục xuất năm 766, Lý Chánh Kỉ được ủng hộ làm Tiết độ sứ ở Bình Lư, lúc này gọi là Tri Thanh. Trong thời gian tại vị, Chánh Kỉ liên kết với Điền Thừa Tự ở Ngụy Bác, Lý Bảo Thần ở Thành Đức và Lương Sùng Nghĩa ở Sơn Nam Đông Đạo mưu đồ li khai, đem chức vị truyền cho tử tôn. Để thắt chặt quan hệ, các trấn bàn việc hôn nhân, trong đó Lý Bảo Thần và Lý Chánh Kỉ kết thông gia, Bảo Thần gả con gái mình cho Lý Nạp, sinh ra Lý Sư Đạo. Trấn Bình Lư về cơ bản là bán độc lập với triều đình nhà Đường.
Khi Lý Nạp còn nhỏ, nhân Lý Chánh Kỉ đem quân hỗ trợ triều đình chống sự xâm lược của Thổ Phiên vào mỗi mùa thu, từng cho Lý Nạp làm đại tướng chỉ huy. Ông được vào Trường An yết kiến vua Đại Tông, được bái Điện trung thừa kiêm Thị ngự sử, ban tử kim ngư đại; sau là Lịch kiểm giáo thương bộ lang trung kiêm Tổng phụ binh, Tri châu thứ sử. Khi Lý Chánh Kỉ đem quân hỗ trợ triều đình chống lại Tiết độ sứ Ngụy Bác Điền Thừa Tự năm 775, giao cho ông làm Tiết độ quan sát lưu hậu. Sau Lý Chánh Kỉ dời phủ từ Thanh Châu đến đất mới là Vận châu vừa chiếm được từ Biện Tống, đã dời Lý Nạp làm Thứ sử Thanh châu, coi giữ phủ cũ, lại phong Hành quân tư mã, kiêm thứ sử Tào châu; rồi Tào, Bộc, Từ, Duyện, Nghi, Hải lưu hậu, gia Ngự sử đại phu.
Mùa xuân năm 781, Lý Bảo Thần ở Thành Đức qua đời, con là Lý Duy Nhạc tự lĩnh quân vụ ở Thành Đức, triều đình không công nhận. Do vậy, Lý Duy Nhạc liên kết với Lý Chánh Kỉ cùng Điền Duyệt (kế tục Điền Thừa Tự) và Lương Sùng Nghĩa tập hợp lực lượng chuẩn bị kháng Đường. Không bao lâu sau, Lý Chánh Kỉ qua đời, Lý Nạp giấu việc không báo tang đến mấy tháng, lại gửi quân cứu trợ cho Ngụy, Triệu cùng phản kháng triều đình. Đến mùa thu, ông mới phát tang cha và sai sứ đến triều đình xin tiết viết, vua Đức Tông không nghe. Do vậy ông cử quân tấn công trấn Tuyên Vũ do triều đình kiểm soát, chính thức ra mặt làm phản.

## Li khai, xưng vương
Lý Nạp phái 1000 quân cứu Điền Duyệt bị vây ở Ngụy châu nhưng bị Tiết độ sứ Hà Đông Mã Toại đánh bại ở Hoàn Thủy, sát thương gần hết. Không bao lâu sau khi Lý Nạp nổi dậy, một số tướng dưới quyền ông gồm Lý Vị (em họ Lý Chánh Kỉ, chú Lý Nạp) trấn giữ Từ châu, cùng các tướng ở Hải châu và Nghi châu đều đem châu quận hàng triều đình. Lý Nạp được tin, nộ thậm, hợp quân với Điền Duyệt tấn công Từ châu nhưng bị Tiết độ sứ Tuyên Vũ Lưu Hiệp đánh bại. Tướng nắm giữ quân Thần Sách là Lý Thịnh, cùng Lý Trừng ở Vĩnh Bình, Đường Triều Thần ở Sóc Phương cùng đem quân phản công Lý Nạp, Nạp phải lui quân khỏi Từ châu, chạy về Bộc châu. Hai châu Hải, Mật cũng bị quân triều đình chiếm lấy (nhưng sau Lý Nạp giành lại)
Lưu Hiệp lại đem quân kéo đến bao vây Bộc châu. Lúc này các trấn phản loạn khác cũng bị đánh bại liên tục: Điền Duyệt bị vây ở Ngụy châu, Lương Sùng Nghĩa bị Lý Hi Liệt ở Hoài Tây đánh bại và phải tự sát, Lý Duy Nhạc bị tướng dưới quyền là Vương Vũ Tuấn sát hại...
Mùa xuân năm 782, Lưu Hiệp phá thành ngoài Bộc Dương. Thành trung lương tận, quân sĩ tử thương nhiều, Lý Nạp hoảng sợ phải lên thành khóc lóc xin được hàng phục. Ông cử phán quan Phòng Thuyết hộ tống em trai mình là Lý Kinh và con trai Lý Thành Vụ thay mặt mình vào triều tạ tội. Tuy nhiên hoạn quan Tống Phụng Triều cho rằng Lý Nạp không còn chống cự được bao lâu, khuyên Đức Tông đừng nên nhận hàng. Do đó Đức Tông sai bắt giam Phòng Thuyết, Lý Thành Vụ và Lý Kinh, tiếp tục đánh Bộc châu. Lý Nạp bỏ khỏi Bộc châu, chạy đến Vận châu và tiếp tục liên kết với Điền Duyệt phản kháng nhà Đường. Triều đình lúc đó bổ nhiệm Lý Hi Liệt làm Tiết độ sứ mới ở Tri Thanh, nhưng do Lý Hi Liệt đã thông mưu từ trước với Lý Nạp nên không có hành động quân sự nào chống lại ông.
Các tướng Lý Sĩ Chân ở Đức châu và Lý Trường Khanh ở Lệ châu đều đem châu quận đầu hàng vương sư. Nhưng do hai người này bất hòa, Chu Thao ở Lư Long tìm cách đoạt lấy cả hai châu này, khiến lãnh thổ Tri Thanh ngày càng bị thu hẹp. Sang mùa đông năm 782, do oán giận triều đình thưởng bạc, Chu Thao và Vương Vũ Tuấn cùng khởi binh làm phản. Quân Ngụy, Yên kéo về Ngụy châu, đánh đuổi các tướng triều đình và giải vây cho Điền Duyệt.
Ngày 9 tháng 12 năm 782, bốn trấn cùng nhau xưng vương hiệu, Lý Nạp nhận tước Tề vương, ba trấn còn lại là Chu Thao xưng Kỳ vương, Điền Duyệt xưng Ngụy vương, Vương Vũ Tuấn xưng Triệu vương. Chu Thao xây đàn tế ở quân trung, bố cáo thiên hạ. Thao là minh chủ, xưng cô, ba người kia xưng là quả nhân. Nơi ở xưng là điện, mệnh lệnh gọi là lệnh, quần thần dâng thư gọi là tiên, vợ phong làm vương phi, con trai trưởng là thế tử. Các châu đặt trị sở gọi là phủ, bố trí lưu thủ kiêm nguyên soái, giao quyền quân chính, còn bố trí Đông, Tây tào, giống như Môn Hạ, Trung thư tỉnh tại triều đình.... Lúc này Lý Hi Liệt ở Hoài Tây binh lương nhiều, còn bốn trấn xưng vương thì trong tình trạng thiếu thốn, nên bàn tính lôi kéo Lý Hi Liệt về phía mình, thỉnh Hi Liệt xưng đế hiệu. Hi Liệt chưa bằng lòng hắn, chỉ xưng Thiên hạ đô nguyên soái, Thái úy, Kiến Hưng vương. Năm sau, bốn trấn sai sứ đến chỗ Lý Hi Liệt, thượng biểu xưng thần, khuyến tiến. Sang mùa xuân năm 784, Lý Hi Liệt xưng là hoàng đế, quốc hiệu Đại Sở.

## Về hàng triều đình và qua đời
Cuối năm 783, Đường Đức Tông triệu tiết độ sứ Kinh Nguyên là Diêu Lệnh Ngôn tới cứu. Ngày 2 tháng 11 năm 783, Diêu Lệnh Ngôn dẫn 5000 quân Kinh Nguyên đến Trường An, nhưng do bị tiếp đãi sơ sài, tướng sĩ Kinh Nguyên đều tức giận, cùng cùng nhau tấn công vào cung. Vua hoảng sợ, vội triệu quân cấm vệ đến hộ giá nhưng không có ai đến cả, bất đắc dĩ phải bỏ Trường An, chạy về Phụng Thiên. Quân Kinh Nguyên cướp phá hoàng cung, đón Chu Thử là anh Chu Thao vào cung tôn làm chủ. Chu Thử tự xưng là hoàng đế nước Đại Tần, sau cải là Đại Hán, dẫn đến Phụng Thiên tiêu diệt nhà Đường song bị đánh bại, đến giữa năm thì bị giết. Đức Tông (đang ở tình thế nguy cấp) sai sứ đến chỗ Vương Vũ Tuấn, Điền Duyệt và Lý Nạp, thuyết phục họ đầu hàng sẽ vẫn cho giữ chức cũ.
Ngày 27 tháng 1 năm 784, Hoàng thượng theo đề xuất của Lục Chí, ban chiếu thư tự trách mình không biết nghe lời can gián, để cho gian nhân thao túng mà nghi ngờ tướng lĩnh khiến họ nổi loạn, sau đó hạ lệnh xá tội cho tất cả những người đã tạo phản trước kia, trừ Chu Thử. Được tin đó, bốn trấn xưng vương đều lần lượt dâng biểu tạ tội, xin hàng. Có chiếu gia phong Lý Nạp Kiểm giáo công bộ thượng
thư, Tiết độ sứ Bình Lư, Tri Thanh đẳng châu quan sát sứ; sau đó là Kiểm giáo hữu phó xạ, Đồng trung thư môn hạ bình chương sự, tước Lũng Tây vương.
Trong khi đó Sở hoàng đế Lý Hi Liệt đem quân tấn công Trần châu, nhưng rất lâu không chiếm được. Lý Nạp gửi quân hỗ trợ Lưu Hiệp, Lý Trừng chống cự với quân Sở, cuối cùng đánh bại Lý Hi Liệt vào mùa đông năm 784. Gia phong Kiểm giáo Tư không, một trong tam tư, thực phong 500 hộ. Đầu những năm Trinh Nguyên, thăng chức Đại đô đốc phủ, cải thụ trưởng sử.
Năm 786, Tiết độ sứ Nghĩa Thành là Lý Trừng hoăng, Giả Đam lên thay, sai sứ đến hòa giải với Lý Nạp, từ đó hai trấn bớt việc xung đột.
Năm 790, có tin đồn rằng Lý Nạp có ý định đưa Điền Triều (con trai nhỏ của Điền Thừa Tự) trở về Ngụy Bác để tranh quyền với Tiết độ sứ Điền Tự (người đã giết chết Điền Duyệt năm 784), Điền Tự lo sợ và nghe theo lời của gia thần Trương Quang Tá, dùng lễ vật hậu hĩnh lấy lòng Lý Nạp và khuyên ông đưa Điền Triều về Trường An, đồng thời chấp nhận hàng thứ sử Lệ châu Triệu Hạo (người trước đó đã dâng châu này cho Vương Vũ Tuấn). Lý Nạp chấp thuận, tiếp quản Lệ châu. Do việc này mà Vương Vũ Tuấn cực kì tức giận. Điền Tự còn giả chiếu chỉ của vua Đức Tông, trong chiếu công nhận Lệ châu thuộc Bình Lư. Vương Vũ Tuấn nộ thậm, sai con là Vương Sĩ Thanh dẫn quân tấn công Bối châu, chiếm được bốn quận của châu này. Mùa đông năm đó, triều đình ra mặt hòa giải, ra lệnh cho Lý Nạp trả lại Lệ châu cho Vương Vũ Tuấn. Lý Nạp cũng yêu cầu Vũ Tuấn trả lại bốn quận đã chiếm cho Ngụy Bác, Vũ Tuấn chấp thuận. Lý Nạp sau đó đồng ý trả lại Lệ châu.
Năm 792, Lý Nạp qua đời, hưởng thọ là 35 tuổi. Đức Tông phế triều ba ngày, truy tặng Phụ hữu sai. Quân trung ủng hộ người con của ông là Lý Sư Cổ lên nắm quyền ở Bình Lư. Triều đình nhà Đường công nhận ngôi vị của Lý Sư Cổ.